# کنفدرالیسم دموکراتیک
کنفدرالیسم دموکراتیک (به کردی: Konfederalîzma demokratîk) یک مدل سیستم سیاسی‌ست که توسط عبدالله اوجالان، رهبر حزب کارگران کردستان (پ.ک. ک) تئوریزه شده و بر پایه‌های اساسی فمینیسم، دموکراسی مستقیم، بوم‌شناسی سیاسی، چندگانگی فرهنگی، اقتصاد تعاونی، حق مشروع دفاع و خودگردانیِ شورایی استوار است. در اشاره به فلسفهٔ سیاسی عبدالله اوجالان از عبارت‌های کمونالیسم و آپوئیسم نیز استفاده می‌شود؛ فلسفه‌ای که در ابتدا تحت تأثیر نظریات بوم‌شناسی اجتماعیِ مورای بوکچین به عنوان راه‌کاری برای خواسته‌های خلقِ کُرد در ناحیهٔ خاورمیانه و همچنین رفع مشکلات اساسی جوامع طبقاتی در کشورهای این منطقه مطرح شد، و سپس به مرور به عنوان جنبشی انترناسیونالیستی (فراملی‌گرا) و ناسیونالیسم‌ستیز، در راه آزادی، مردم‌سالاری و رهایی از نظام‌های سرمایه‌داری مورد توجه جهانی قرار گرفت.

عبدالله اوجالان، رهبر حزب کارگران کردستان و خالق فلسفهٔ سیاسی کنفدرالیسم دموکراتیک که در سال ۲۰۱۳ در فهرست ۱۰۰ شخصیت اثرگذار جهان قرار گرفت.

مبارزات آزادی‌خواهانهٔ پ.ک. ک به رهبری اوجالان، در ابتدا مبتنی بر ایده‌های مارکسیست-لنینیستی، در راستای تحقق یک دولت-ملتِ کُرد شکل گرفته بود؛ اما از سال ۱۹۹۵، و به ویژه پس از فروپاشی شوروی، این حزب چرخش فکری پیدا کرد و نه تنها از مطالبهٔ تشکیل دولت خودمختار کردستان دست کشید بلکه به نقد دولت-ملتها و سوسیالیسم دولتی برخاست. اوجالان اهداف جنبش آزادی‌خواه خلق کرد را بازتعریف کرد؛ ایدهٔ دولت‌سالاری و سوسیالیسمِ مرکزگرا را با سیاست ضداقتدارگرایِ سوسیالیسم لیبرترین جایگزین نمود؛ و آرمان تشکیل دولت کردستان بزرگ و مستقل از ترکیه را، به ایجاد یک نهاد خودگردان، دموکراتیک و غیرمتمرکز بر اساس ایده‌های کنفدرالیسم دموکراتیک تغییر داد.
در نظر اوجالان عوامل اصلی نابرابری‌های اقتصادی، تبعیض‌های جنسیتی و آسیب‌های محیط زیستی در جهان امروز، اقتدارگرایی و دیوان‌سالاریِ سوسیالیسم دولتی ست. او کنفدرالیسم دموکراتیک را به عنوان یک مدل مدیریت سیاسی و چارچوبی نوین برای خودسازمان‌دهیِ بدونِ دولت در هر نوع جامعه، از جمله شهرها، ادارات، واحدهای تولیدی، نهادهای آموزشی، یا گروه‌های قومی و جنسیتی معرفی می‌کند. این مدل سیاسی مبتنی بر خودگردانی و دموکراسی مشارکتیِ انجمن‌های محلی، پارلمان‌ها و شوراهای باز، شوراهای شهری و کنگره‌های بزرگ‌تر است که شهروندان در آن کارگزارانِ مستقیمِ جامعهٔ خودگردان هستند. افراد و گروه‌ها در چنین جامعه‌ای اجازه پیدا می‌کنند که بر محیط و فعالیت‌های مشترک خود تأثیر واقعی داشته باشند.
پدرسالاری در این فلسفه به عنوان محصول ایدئولوژیکِ تمرکزِ قدرت در ساختارِ دولت-ملت‌ها شناخته می‌شود و به اندازهٔ سرمایه‌داری خطرناک است. اوجالان کوشیده‌است تا با از هم گسیختنِ روابط نهادی و روانشناختی‌ای که در جوامع کاپیتالیستی برقرار است شکل تازه‌ای از جامعه را تصویر کند که زنانِ آن در تمام سطوحِ تصمیم‌سازی و سازمان‌دهی، نقش حیاتی و برابر با مردان دارند. به‌طور کلی فمینیسم، به ویژه با الهام گرفتن از مبارزات زنان در پ.ک.ک، و مبارزات یگان‌های مدافع زنان (ی.پ. ژ) یکی از پایه‌های اساسی کنفدرالیسم دموکراتیک به‌شمار می‌رود و ریاست مشترک (یک زن و یک مرد) از ملزومات همهٔ نهادها در این سیستم است.
دیگر پایه‌های اساسی کنفدرالیسم دموکراتیک عبارت‌اند از: حفظ محیط زیست، چندگانگی فرهنگی (شامل فرهنگ‌های مذهبی، سیاسی، قومی و …)، آزادی‌های فردی (مانند آزادی بیان، آزادی عقیده، آزادی انتخاب، آزادی اطلاعات و …)، دفاع از خود، و اقتصاد مشارکتی که در آن کنترل منابع اقتصادی نه به دولت بلکه به جامعه تعلق دارد.
با وجود این‌که کنفدرالیسم دموکراتیک یک مدل سیاسی مخالف با دولت-ملت است، اما هم‌زیستی مسالمت‌آمیز با دولتها را تا زمانی که دولت در مسائل محوریِ جامعهٔ خودگردان مداخله نکرده و دست به همگون‌سازی فرهنگی (آسیمیلاسیون) نزند، ممکن می‌داند.

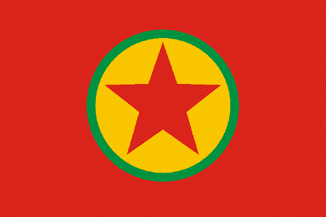
پرچم پ.ک. ک

## تاریخچه
حزب کارگران کردستان (پ.ک. ک) در ابتدا با الهام گرفتن از جنبش‌های آزادی‌بخشِ ملی که در طول دههٔ ۱۹۷۰ میلادی در نقاط مختلف جهان رخ دادند و اغلب تحت تأثیر آرمان‌های مارکسیست-لنینیستی و ملی‌گراییِ چپ بودند، در بستر دو قطبی ژئوپلیتیکی جنگ سرد شکل گرفت. با این وجود پ.ک. ک به مرور از این ایدئولوژی فاصله گرفت؛ چرا که اوجالان دریافته بود مسئلهٔ کردها تنها یک مشکل قومیتی و ملیتی نیست که با تصرف انقلابیِ قدرتِ دولتی یا با تنظیم یک قانون اساسی برای کشور مستقلی به نام کردستان قابل حل باشد. اوجالان به منتقد اصلی ایدهٔ دولت-ملت و حتی منتقدِ نوعی از آزادیِ ملی و اجتماعی که مکتب مارکسیسم-لنینیسم تبلیغ می‌کرد تبدیل شد. او در جست‌وجوی شکلی از سوسیالیسم برآمد که از نظام دولت‌گرا و متمرکزی شبیه آن‍چه ابرقدرت شوروی سابق بود متمایز باشد.
عبدالله اوجالان توسط سرویس‌های اطلاعاتی ترکیه در سال ۱۹۹۹ دستگیر شد و تا کنون ۲۳ سال است که در زندان جزیره امرالی به سر می‌برد. او در این مدت به صدها کتاب از جمله ترجمهٔ ترکی متون تاریخی و فلسفی متعدد از اندیشمندان غربی دسترسی داشته و تمام وقتش را صرف مطالعه و نوشتن کرده‌است - نوشتن دربارهٔ مسئلهٔ کردها و تشریح فلسفهٔ سیاسیِ خود به عنوان راه حل مشکلات منطقه؛ و همچنین نوشتن دفاعیاتی برای دادگاه ترکیه که وی را به اعدام محکوم کرده بود. او کوشیده‌است با بررسی تحلیلیِ توسعهٔ دولت-ملتها در طول تاریخ، مناقشات خلق ترک و کُرد را در قالب یک طرح جامع، مورد بحث قرار دهد و با مبانی نظریِ دقیق، اقدامات گذشتهٔ پ.ک. ک را توجیه کند؛ بنابراین، او مطالعات خود را از اساطیر سومری و خاستگاه فرهنگ‌های نوسنگی و همچنین از تاریخ اولین دولت‌شهرها آغاز کرده و سپس مطالعهٔ اندیشمندانی نظیر فردریش نیچه (که اوجالان او را «پیامبر عصر مدرنیته» می‌نامد)، فرنان برودل، امانوئل والرشتاین، ماریا میس، میشل فوکو، و بیش از همه مورای بوکچین او را به گسست قطعی از دیدگاه سوسیالیستی مارکسیسم-لنینیسم سوق داده‌است. در نهایت اوجالان مدل سیاسی پیشنهادیِ خود از سوسیالیسم لیبرترین را با نام نوین «کنفدرالیسم دموکراتیک» ارائه کرد. در سال ۲۰۰۵، وقتی دادگاه حقوق بشر اروپا ترکیه را به «رفتار غیرانسانی» و «تعقیب غیرمنصفانه» در مورد رهبر کردها محکوم کرد و خواستار دادرسی مجدد او شد، اوجالان «اعلامیهٔ کنفدرالیسم دموکراتیک در کردستان» را خطاب به خلق کُرد و جامعهٔ بین‌الملل ارائه داد. بخشی از این اعلامیه به شرح زیر است:
«کنفدرالیسم دموکراتیک کردستان یک سیستم دولتی نیست، بلکه یک سیستم دموکراتیک مردمیِ بدون دولت است. این سیستمی‌ست که در آن با حضور زنان و جوانان در خطوط مقدم تمام بخش‌های جامعه سازمان‌های دموکراتیک خود را تشکیل می‌دهند. سیاست توسط شهروندان آزاد و برابرِ کنفدرال با انتخاب نمایندگان منطقه‌ای آزادشان اعمال می‌شود. این سیستم بر تخصص و توانایی‌های خود استوار است؛ قدرت خود را از مردم می‌گیرد و در همهٔ عرصه‌ها، از جمله اقتصاد، به دنبال خودکفایی خواهد بود.»
عبدالله اوجالان، اعلامیهٔ کنفدرالیسم دموکراتیک در کردستان، ۲۰۰۵.

پرچم کنفدرالیسم جوامع کردستان

 خطوط کلی ایدهٔ کنفدرالیسم دموکراتیک، نخستین بار در همان بیانیهٔ مارس ۲۰۰۵ شکل گرفت و در سال‌های بعد در کتابی پنج جلدی با عنوان «مانیفست تمدن دموکراتیک» تفصیل و توسعه پیدا کرد. مدت کوتاهی پس از انتشار مانیفست، در مجامع مخفیانهٔ پ.ک. ک در ترکیه، سوریه و عراق، سیاست‌گذاری‌ها و مبارزات سازمان وارد فاز تازه‌ای شد و تحقق کنفدرالیسم دموکراتیک با تمرکز بر مسئلهٔ زنان محوریت پیدا کرد. سپس کنفدرالیسم جوامع کردستان (Koma Civakên KCK) ایجاد شد و زمینه‌ساز برقراری کنفدرالیسم دموکراتیک در انقلاب روژآوا گردید.

## نمونهٔ تحقق یافتهٔ کنفدرالیسم دموکراتیک در روژاوا

پرچم پ.ی. د

نخستین امکانِ تحقق این آرمانِ سیاسی زمانی به دست آمد که در طول جنگ داخلی سوریه، حزب اتحاد دموکراتیک، (پ.ی. د)، در سه کانتون جزیره، کوبانی و عفرین کردستان سوریه خودمختاری اعلام کرد و در نهایت به مدیریتِ خودگردانِ شمال و شرق سوریه انجامید؛ منطقه‌ای که امروز با نام روژآوا نیز شناخته می‌شود و علاوه بر کردها، عرب‌ها، آشوری‌ها، ارمنی‌ها، ترکمن‌ها و چرکس‌ها هم در آن زندگی می‌کنند. در دیباچهٔ قرارداد اجتماعی ادارهٔ خودگردان شمال و شرق سوریه چنین آمده‌است:

پرچم روژآوا

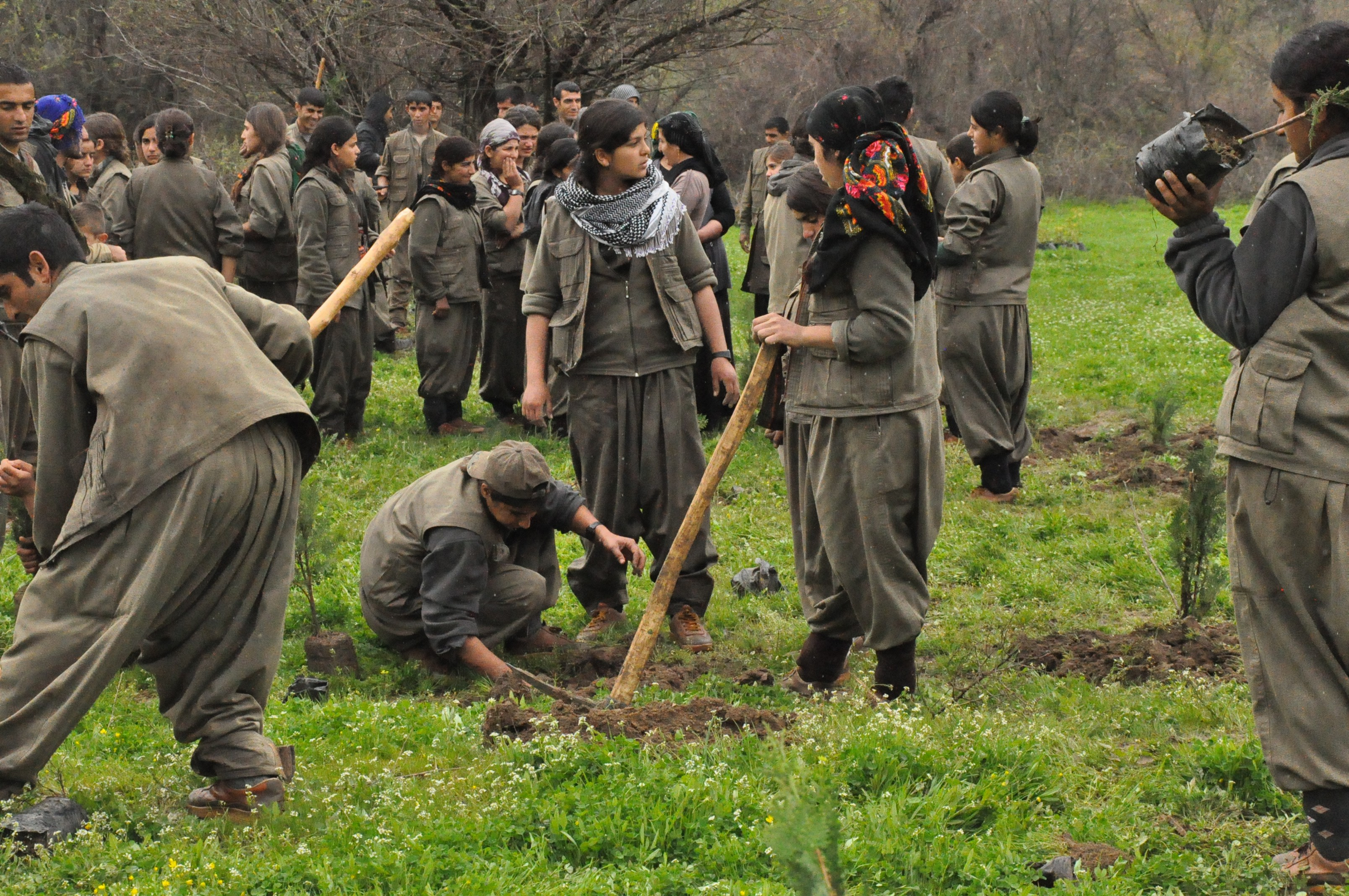
درخت‌کاری مبارزان پ.ک. ک در کوه‌های قندیل در سالروز تولد عبدالله اوجالان

«ما، مردمِ روژاوای شمال سوریه، شاملِ کرد، عرب، سریانی، آشوری، ترکمن، ارمنی، چچن، چرکس و مسلمانان، مسیحیان، ایزدیان و پیروانِ مذاهب و فرقه‌های مختلف، اذعان می‌کنیم که دولت ملی، کردستان، بین‌النهرین و سوریه را به مرکزی برای آشوب و هرج و مرج در خاورمیانه بدل کرده و برای مردم ما مشکلات، بحران‌های جدی و درد و رنج به بار آورده‌است. رژیمِ ملی‌گرای استبدادی که نسبت به بخش‌های مختلف مردمِ سوریه بی‌عدالت بوده، کشور را به سوی ویرانی و فروپاشی بافتِ اجتماعی کشانده‌است. برای خروج از این وضعیتِ آشوب و هرج و مرج، سیستم فدرال دموکراتیک بهترین راه‌حل مسائل تاریخی، اجتماعی و ملی در سوریه است. «فدراسیون دموکراتیک شمال سوریه» بر یک مفهومِ جغرافیایی و تمرکززداییِ اداری و سیاسی مبتنی بوده و بخشی از فدراسیون دموکراتیک سوریهٔ متحد است. نظام فدرال دموکراتیکِ تفاهمی، تضمین‌کنندهٔ مشارکتِ برابرِ همهٔ افراد و گروه‌ها در گفت و گو، تصمیم‌گیری و اجرای امور است. این سیستم با توجه به مشخصه‌های هر گروه پذیرای تفاوت‌های قومی و دینی ست و بر اصل هم‌زیستی متقابل و برادری مردمان استوار است. برابری همهٔ مردم در حقوق و وظایف را تضمین می‌کند، به منشورهای حقوق بشر احترام می‌گذارد و حافظ صلح داخلی و جهانی است. در چارچوب نظام فدرال دموکراتیکِ تفاهمی، همهٔ اقشار مردم، به‌ویژه زنان و جوانان، سازمان‌ها و نهادهای دموکراتیک خود را تشکیل می‌دهند. نظام فدرال دموکراتیک، آزادی فعالیت‌های سیاسی، اجتماعی و فرهنگی و همچنین بهره‌مندی از تمام مزایای زندگی آزاد و برابر را تضمین می‌کند.»

## مفاهیم
پژوهش‌های سیاسی-فلسفی اوجالان در پاسخ به نیازهای جنبش خلق کُرد در سراسر کردستان، که منجر به زایش ایدهٔ کنفدرالیسم دموکراتیک شد، از طرفی جامعهٔ کردها را از جنبه‌های مختلف انسان‌شناسی، زبان‌شناسی، سیاست بین‌الملل و حقوق بین‌الملل بررسی می‌کند، و از سوی دیگر به بسط یک نطریهٔ فمینیستی با نام ژنولوژی می‌پردازد؛ نظریه‌ای الهام گرفته از مبارزات زنان در پ.ک.ک و به صورت خاص سکینه جانسیز، که سطح آزادی زنان را تعیین‌کنندهٔ سطح آزادیِ جامعه می‌داند. اوجالان نظریات خود را بیش از همه با تأثیر از ایده‌های فیلسوف آنارشیستِ آمریکایی، مورای بوکچین، در حوزهٔ بوم‌شناسیِ اجتماعی و اصالتِ خودگردانیِ شهری (Municipalism) صورت‌بندی کرده‌است. بوکچین در آثار خود استدلال می‌کند که نابودی طبیعت نتیجهٔ سلطهٔ انسان‌ها بر یکدیگر از از طریق سازوکارهای دولت-ملت، اشکال مختلف سرمایه‌داری، و سیستم‌های سلسله‌مراتبی‌ست؛ و از این رو برای تغییر شکل جامعهٔ سلسله مراتبیِ مخرب به یک جامعهٔ اجتماعی اکولوژیک، ساختار اجتماعی بشریت به یک بازاندیشی نیاز دارد، به‌گونه‌ای که عموم در آن زیست مشترک خود را به صورت مستقل سازمان‌دهی کرده و بین اجزاء تعادل برقرار شود. اوجالان نیز با نگاه به نظریات بوکچین، رویکردی انتقادی نسبت به دولت-ملت و ناسیونالیسم دارد و حق تعیین سرنوشت مردم را به عنوان «پایهٔ استقرار یک دموکراسی اساسی، بدون نیاز به جستجوی مرزهای سیاسی جدید» تفسیر می‌کند. بر این اساس، اوجالان می‌نویسد که راه‌حل سیاسی برای خلقِ کُرد مستلزم ایجاد یک دولتِ ملی جدید نیست، بلکه تشکیل یک نظام دموکراتیک، غیرمتمرکز یا به گونه‌ای محوری‌ستیز از ارگان‌های خودسازمان‌ده در قالب یک کنفدراسیون است.
«من به جامعهٔ ترکیه یک راه حل ساده پیشنهاد می‌کنم. ما خواستار یک ملت دموکراتیک هستیم. ما مخالف دولت واحد و جمهوری نیستیم. ما جمهوریت، ساختار واحد و لائیسیتهٔ آن را می‌پذیریم. با این حال، ما معتقدیم که این سیستم باید به عنوان یک دولت دموکراتیک با احترام به مردم، فرهنگ‌ها و حقوق‌شان بازتعریف گردد. بر این اساس کُردها باید برای خودسازمان‌دهی در راه زیست فرهنگ و زبان خود و همچنین توسعه‌های اقتصادی و زیست‌محیطی آزاد باشند. به این ترتیب کردها، ترک‌ها و سایر فرهنگ‌ها اجازه خواهند یافت تا زیر سقف یک ملت دموکراتیک در ترکیه گرد هم آیند. اگرچه این امر تنها با ایجاد یک قانون اساسی دموکراتیک و یک چارچوب قانونیِ مترقی که احترام به فرهنگ‌های مختلف را تضمین کند امکان‌پذیر است. انگارهٔ ما از ملت دموکراتیک با پرچم‌ها و مرزها تعریف نمی‌شود. انگارهٔ ما از یک ملت دموکراتیک، مدلی مبتنی بر دموکراسی به جای ساختارهای دولتی و ریشه‌های قومیتی‌ست. ترکیه باید خود را به عنوان کشوری که شامل همهٔ اقوام است تعریف کند؛ الگویی مبتنی بر حقوق بشر و نه مبتنی بر دین یا نژاد. انگارهٔ ما از یک ملت دموکراتیک همهٔ اقوام و فرهنگ‌ها را در بر می‌گیرد.»
عبدالله اوجالان، جنگ و صلح در کردستان، ۲۰۰۸.

## کنفدرالیسم دموکراتیک و ضدملی‌گرایی
منطقهٔ اِسکان کردها در قلمرو چهار کشور ترکیه، ایران، عراق و سوریه گسترش یافته‌است. اوجالان می‌گوید فراخوان برای یک دولت-ملتِ جداگانهٔ کرد برآمده از خواست طبقهٔ حاکم یا منافع بورژوازیست، نه منعکس کنندهٔ منافع مردم. در طول دهه‌های گذشته، کردها نه تنها علیه سرکوب توسط قدرت‌های مسلط و برای به رسمیت شناخته شدن وجودشان، بلکه برای رهایی جامعه‌شان از چنگال فئودالیسم، زن‌ستیزی، بنیادگرایی مذهبی و ناسیونالیسم هم مبارزه کرده‌اند. یک دولتِ دیگر تنها به بی‌عدالتی‌های موجود خواهد افزود و حق آزادی را حتی بیش از این محدود خواهد کرد. از نظر اوجالان تبعیض جنسی، ناسیونالیسم، بنیادگرایی مذهبی، و علوم پوزیتیویستیای که با نادیده گرفتن رابطهٔ بین مشاهده‌شده و مشاهده‌گر (Observed and Observer) علوم اجتماعی و مبانی ایدئولوژیک مدرنیته را تحت تاثیرِ فراگیرِ خود قرار می‌دهند، مبانی ایدئولوژیک دولت-ملت‌ها هستند؛ بنابراین راه حل مسئلهٔ خلق کرد را باید در رویکردی یافت که مدرنیتهٔ سرمایه‌داری را تضعیف کرده و آن را به عقب براند.
«سراسر خاورمیانه از خلأ دموکراسی رنج می‌برد و به یُمن موقعیت خاص ژئواستراتژیک مناطق کردنشین، موفقیت پروژه‌های دموکراتیکِ کردها نویدبخش پیشرفت در دموکراتیک شدن سراسریِ خاورمیانه است.»
عبدالله اوجالان، کنفدرالیسم دموکراتیک، ۲۰۱۰.

## کنفدرالیسم دموکراتیک و حق دفاع

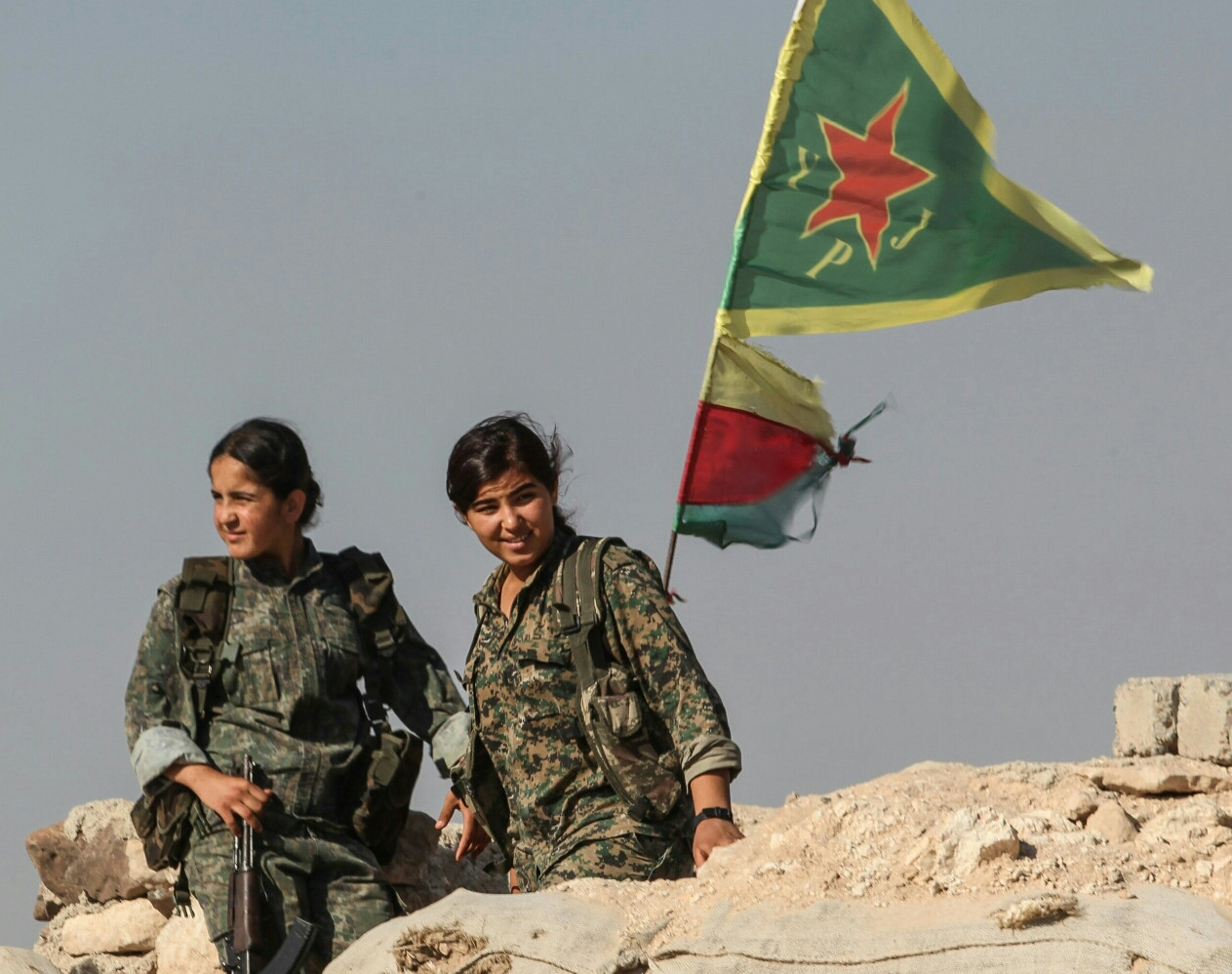
زنان کرد مبارز در ی.پ. ژ در مقابل پرچم حزب

در نظام کنفدرالیسم دموکراتیک، دفاع از خود حقی‌ست عمومی برای مقابله با نظامی‌گریِ انحصاری. اوجالان معتقد است که دولت-ملت اساساً موجودی‌ست با ماهیت ذاتی نظامی. موجودی که از ابتدا با انواع جنگ‌های داخلی و خارجی به وجود می‌آید و با نظامی‌سازی کل جامعه دوام پیدا می‌کند. سازوکار حاکمیت مدنی نیز تنها یکی از لوازم جانبی دستگاه نظامی است که به آن رنگ دموکراسی و آزادی می‌زنند و از آن برای سلطه بهره می‌گیرند. در چنین شرایطی اگر جامعه توان دفاع از خود را نداشته باشد، هویتش را، و امکان تصمیم‌گیری دموکراتیک محلی را از دست خواهد داد. این سلطهٔ نظامی تنها با کمک امکان دفاع از خود قابل عقب راندن است. در کنفدرالیسم دموکراتیک یک نیروی نظامی انحصاری شامل گروه‌های مسلحی که به تنهایی وظیفهٔ تضمین امنیت داخلی و خارجی را به عهده دارند وجود ندارد. بلکه این نیروها تحت کنترل مستقیم نهادهای دموکراتیک قرار می‌گیرند و خود جامعه وظایف آنها را تعیین می‌کند. ساختارهای فرماندهی واحدهای نظامی نیز باید هم‌زمان تحت نظارت ارگان‌های دموکراتیک سیاسی و خود اعضای هر واحد باشند.

به علاوه دفاع یک جامعه از خود تنها به بُعد نظامی محدود نمی‌شود، بلکه دفاع از هویت و فرهنگ، دفاع از ماهیت سیاسی، دفاع از آگاهی سیاسی، و دفاع از ارادهٔ آزاد جامعه برای تصمیم‌گیری را نیز شامل می‌شود. همان‌طور که بسیاری از شبکه‌ها و باندهای هژمونیک (تجاری، مالی، صنعتی، کشورها یا مونوپل‌های ایدئولوژیک) وجود دارند، به همان اندازه شبکه‌های کنفدرالی دفاع از خود نیز باید توسعه ییابند. و در صورت نیاز باید بتوان به راحتی با ارائه و پذیرش پیشنهادها تغییراتی در آن‌ها ایجاد کرد. 
 «کنفدرالیسم دموکراتیک را می‌توان به‌طور خلاصه سیستمی برای دفاع جامعه از خود نامید.»
عبدالله اوجالان، کنفدرالیسم دموکراتیک، ۲۰۱۰.

## کنفدرال دموکراتیک در ابعاد جهانی
تمرکز اصلی ایدهٔ کنفدرالیسم دموکراتیک بر جوامع و کمون‌های محلیست؛ اما تشکیل یک اتحادیه جهانی کنفدرال دموکراتیک را نیز ضروری می‌داند؛ اتحادیه‌ای متشکل از انجمن‌های مدنی که برای برنامه‌ریزی و سازمان‌دهی در راه ساختن جهانی امن، عدالت‌محور و صلح‌آمیز گرد هم بیایند و حفظ محیط زیست جهانی از ارزش‌های بنیادی آن باشد. چنین اتحادیه‌ای در مقابل سازمان ملل متحد که انجمنی از دولت-ملت‌های تحت سطلهٔ ابرقدرتهاست قرار می‌گیرد.

## کنفدرالیسم دموکراتیک در ایران
در ایران حزب حیات آزاد کردستان (پژاک) و جامعه دموکراتیک و آزاد شرق کردستان (کودار) بر اساس نظام ارزشی و تئوریک کنفدرالیسم دموکراتیک تأسیس شده‌اند و گفته می‌شود که دیگر احزاب کُرد از قبیل حزب دموکرات کردستان ایران و کومله رابطهٔ خوبی با آن‌ها ندارند. پژاک و پ.ک. ک هر دو در لیست سازمان‌های تروریستی جمهوری اسلامی ایران و برخی دیگر کشورها قرار دارند.
شعار انقلابِ ۱۴۰۱ ایران: زن زندگی آزادی از نوشته‌ها و کتاب‌های عبدالله اوجالان در راستای اجرایی کردن جامعهٔ کنفدرالیسم دموکراتیک بیرون آمده‌است. این شعار قبلاً از مادران شنبه در ترکیه شنیده شده و همچنین شعاری‌ست که زنان کُرد در مبارزه با داعش و در انقلاب روژاوا (به کُردی ژن ژیان ئازادی) سر داده‌اند.

پرچم پژاک

پرچم کودار

## چکیدهٔ اصول کنفدرالیسم دموکراتیک
چکیدهٔ اصول کنفدرالیسم دموکراتیک از کتابی با همین نام نوشتهٔ عبدالله اوجالان در سال ۲۰۱۰:
1. حق تعیین سرنوشت مردم شامل حق داشتن یک کشور مستقل است. با این حال، پایه‌گذاری یک دولت، آزادی مردم را افزایش نمی‌دهد. سیستم سازمان ملل متحد که مبتنی بر دولت-ملت است، ناکارآمد باقی مانده‌است. در این میان، دولت-ملت‌ها به موانعی جدی برای هرگونه توسعهٔ اجتماعی تبدیل شده‌اند. کنفدرالیسم دموکراتیک پارادایم متضاد مردم تحت ستم است.
2. کنفدرالیسم دموکراتیک یک پارادایم اجتماعی غیردولتی است. تحت کنترل یک دولت نیست. در عین حال، کار کنفدرالیسم دموکراتیک سازمان‌دهی دموکراسی و فرهنگ است.
3. کنفدرالیسم دموکراتیک مبتنی بر مشارکت محلی مردمی (مدل گرس‌روتس یا ریشه‌های علف) است. فرآیندهای تصمیم‌گیری آن در اختیار انجمن‌هاست. سطوح بالاتر فقط در خدمت هماهنگی و اجرای ارادهٔ شوراهایی‌ست که نمایندگان خود را به مجمع عمومی می‌فرستند. آن‌ها به مدت یک سال نهاد سخنگو و اجرایی خواهند بود اما قدرت اصلی تصمیم‌گیری در اختیار موسسات مردمی محلی‌ست.
4. در خاورمیانه، مردم‌سالاری را نمی‌توان توسط نظام سرمایه‌داری و قدرت‌های امپریالیستی آن که تنها به دموکراسی آسیب می‌رساند محقق کرد. تقدم با ترویج دموکراسی محلی مردمی (Grassroots democracy) است. این تنها رویکردی‌ست که می‌تواند از عهدهٔ حل مسائل گروه‌های مختلف قومی، مذهبی، و تفاوت‌های طبقاتی بربیاید و با ساختار سنتی کنفدرال جامعه نیز به خوبی مطابقت دارد.
5. کنفدرالیسم دموکراتیک در کردستان نیز یک جنبش ضدناسیونالیستی است که هدف آن تحقق حق دفاع خلق‌ها با پیشبرد دموکراسی در تمام نقاط کردستان، بدون زیر سؤال بردن مرزهای سیاسی موجود است. هدف، پایه‌گذاری یک دولت-ملت کُرد نیست. این جنبش در نظر دارد ساختارهای فدرالی در ایران، ترکیه، سوریه و عراق ایجاد کند که به روی همه کُردها باز باشد و در عین حال یک کنفدراسیون چتری برای هر چهار بخش کردستان تشکیل دهد.